# Museum für Ur- und Frühgeschichte Frauwalde
Das Museum für Ur- und Frühgeschichte Frauwalde im Lossataler Ortsteil Frauwalde ist eine Abteilung des Heimatvereines Frauwalde 1999 e. V.
Archäologische Zufallsfunde und Bodendenkmale um Frauwalde werden hier ausgestellt, um einen Überblick bis in die älteste Vergangenheit menschlicher Siedlungsgeschichte in dieser Region zu vermitteln. Die Forschungsergebnisse bestätigen, dass der nordwestsächsische Raum, die Dahlener Heide, in den letzten 7000 Jahren immer wieder ein interessantes Siedlungsgebiet war. Die Artefakte dokumentieren das Leben der Ackerbauern und Viehzüchter ab der mittleren und jüngeren Steinzeit bis in die deutsche Wiederbesiedlungszeit im 12. Jahrhundert.
Die konzeptionelle Gestaltung und die Umsetzung des Sammlungskonzeptes waren 2005 abgeschlossen. Bis August 2007 konnte durch den Einsatz elektronischer Medien und eines Informations- und Leitsystems eine visuelle und personalunabhängige Museumsführung verwirklicht werden.

## Bestände der Sammlung

### Dauerausstellung
In der Dauerausstellung werden dem Besucher Artefakte des Neolithikum, der Bronzezeit, der Eisenzeit, der sorbischen Siedlungszeit und der deutschen Wiederbesiedlungszeit, die bereits in der zweiten Hälfte des 18. Jahrhunderts als Zufallsfunde in den Besitz der Bauern des Ortes gelangten. Sie kamen jetzt als Dauerleihgaben in den Bestand der Ausstellung und ermöglichen heute einen Blick bis in die älteste regionale Siedlungsgeschichte.

### Bronzezeitliches Hügelgräberfeld

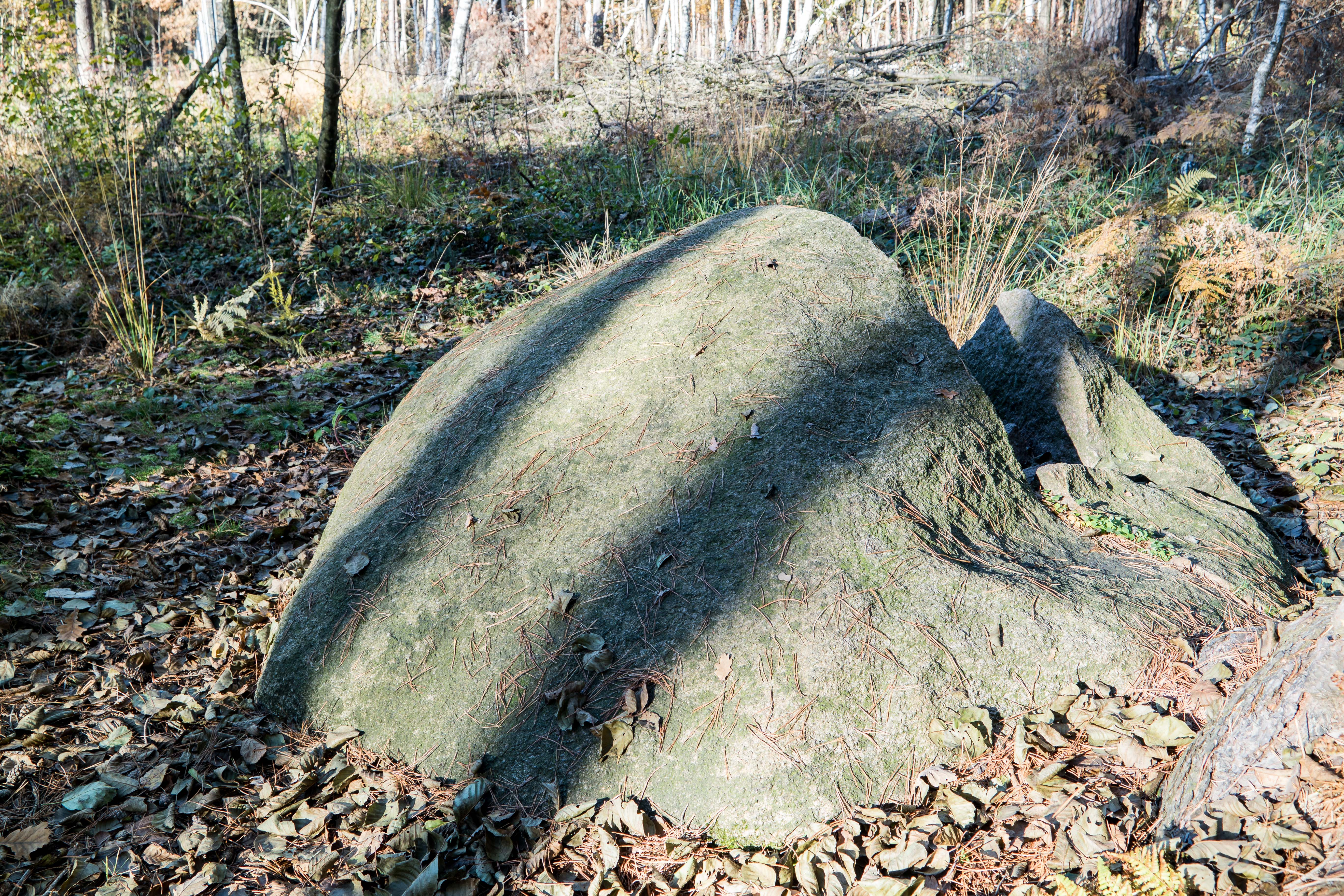
Teufelsstein Frauwalde

Die Hügelgräberfelder von Frauwalde datierte das Landesamt für Archäologie Dresden in die Zeit von etwa 1400 bis 900 v. Chr. Beide Felder, sowohl das Feld am Lärchenweg nach Falkenhain wie auch das Feld am Ramschen Holz, gelten als geschützte Bodendenkmale. In einem Brief an den Fürsten zu Reuß vom 14. Mai 1855 wird der Aufbau der Begräbnisstätten eingehend beschrieben. Danach befanden sich in den Hügeln Steinkisten mit einer Länge und Breite von jeweils 1 ½  Ellen; sie waren mit zwei oder drei Steinplatten abgedeckt, in den Kammern standen Urnen und Beigefäße. Oberhalb der Kammern lagen zu dieser Zeit noch Erdschüttungen von etwa vier Ellen. Die Hügel maßen eine Breite von 15 bis 20 Ellen.

### Runenstein an der Höllenfurt
In der Waldflur an der Höllenfurt liegt der Teufelsstein, der einzige Runenstein zwischen Saale und Elbe. An seinem südlich gelegenen Ende wurden in verschiedenen Epochen eine Opfermulde und Runen artifiziell eingearbeitet. Bis in den Anfang des 20. Jahrhunderts erhielt sich die Mystik unter den Bewohnern der umliegenden Dörfer, die sich um diesen Opferstein als Ort der alten Götter rankte. In den 1930er Jahren versuchten Fanatiker die Religiosität und den Mythos durch seine Sprengung zu beenden.

## Inhalt des historischen Textprogrammes
1. Das Museum, eines von vier Zentren im Geopark Nordsachsen
2. Die Entstehung des Museums Frauwalde
3. Eine 7.000jährige Siedlungsgeschichte
4. Herkunft der Rohstoffe für die neolithischen Werkzeuge
5. Begräbnisriten der Bronzezeit
6. Die Geheimnisse um den Runenstein
7. Der Siegeszug des Eisens geht auch an Frauwalde nicht vorbei
8. Ein Klosterdorf und ein Rittergutsdorf werden zum heutigen Frauwalde
9. Historisch bedeutende  Wege zwischen Mulde und Elbe
10. Hydronomie der Orts- und Flußnamen im Süden der Dahlener Heide
11. Geschichte der Bachläufe und Teiche um Frauwalde
12. Die verschwundenen Dörfer der Dahlener Heide
13. Ursache für die Wüstung Lamprechtswalde
14. Der Wandel der Sprachen und der Wandel der Dialekte in der Heide
15. Landwirtschaft im Wandel der Jahrtausende
16. Die Herrschaft des Adels; die Besitzer des Rittergutes Börln

Erforschung und Textfassung der historischen Abläufe durch Erwin Heinze, Heimatverein Frauwalde 1999 e. V. Redaktionelle Begleitung durch das Historische Seminar für Ur- und Frühgeschichte an der Universität Leipzig.

## Sammlungskonzept der Dauerausstellung
Das Sammlungsprofil ist gebunden an die gestellte Thematik über Ausstellung von Bodendenkmalen und Bodenfunde, die zeitgebunden zur Ur- und Frühgeschichte des Ortes Frauwalde gehören. Die Sammlung wird geordnet nach relativer geschichtlicher Chronologie in mittlere und jüngere Jungsteinzeit (Neolithikum), Bronzezeit, Eisenzeit, germanische Zeit, Sorbische Zeit, Deutsche Wiederbesiedlungszeit im 12. Jahrhundert und sonstige historisch wertvolle Zeitzeugnisse.
Ausgestellt werden originale Bodenfunde sowie originalgetreue Kopien von Frauwalder Artefakten, die unterdessen in staatliche Museen gelangten. Die Gesamtheit, der aus den Gräbern im 19. Jahrhundert geborgenen Urnen und Gefäße konnten bis zum gegenwärtigen Zeitpunkt nicht aufgefunden werden. Die Umsetzung des Sammlungskonzeptes erfolgte durch Erwin Heinze, Heimatverein Frauwalde 1999 e. V.

## Ausstellungsführung
Die Museumsführung erfolgt durch einen Video-Clip mit Wandprojektion und Tonwiedergabe. Textbänder an den Ausstellungsvitrinen erläutern dem Besucher das Leben der Menschen in den jeweiligen Geschichtsperioden. Unterstützt und ergänzt wird dies durch geeignete Bilddarstellungen. Die Bezeichnung und zeitliche Zuordnung der Ausstellungsstücke erfolgt auf der Grundlage gegenwärtig gültiger wissenschaftlicher Erkenntnisse. Eine detaillierte Ausstellungsführung kann nur durch mündliche Ergänzungen seitens der Museumsleitung erfolgen und vermittelt den Besuchern so erst das gesamte Wissen über die Frauwalder Historie.